# Coppa Italia 2001-2002 (pallavolo maschile)
La Coppa Italia di pallavolo maschile 2001-02 fu la 24ª edizione della manifestazione organizzata dalla Lega Pallavolo Serie A e dalla FIPAV.

## Regolamento e avvenimenti
Fu organizzata una final-eight con quarti, semifinali e finale, da disputarsi con gare ad eliminazione diretta. Al torneo presero parte le sole squadre classificate ai primi otto posti al termine del girone d'andata del campionato di 2001-02.
I quarti di finale furono disputati il 30 e il 31 gennaio 2002 a Biella e Forlì, mentre semifinali e finale si giocarono al Forum di Assago il 2 e il 3 febbraio. Il trofeo fu vinto a sorpresa dalla Noicom BreBanca Cuneo, che nell'ultima garà sconfisse duramente la Maxicono Parma. MVP della finale fu nominato Andrea Sartoretti.

## Partecipanti
- Lube Banca Marche Macerata
- Bossini Sangemini Montichiari
- Sisley Treviso
- Maxicono Parma
- Casa Modena
- Noicom BreBanca Cuneo
- Itas Diatec Trentino
- Asystel Milano

## Risultati
|  | Quarti di finale | Quarti di finale | Quarti di finale |       |         | Semifinali | Semifinali | Semifinali |  |  | Finali | Finali | Finali |
|  |                  |                  |                  |       |         |            |            |            |  |  |        |        |        |
|  | 1                | Macerata         | 3                |       |         |            |            |            |  |  |        |        |        |
|  | 8                | Milano           | 0                |       |         |            |            |            |  |  |        |        |        |
|  | 8                | Milano           | 0                |       | 1       | Macerata   | 1          |            |  |  |        |        |        |
|  |                  |                  |                  |       | 1       | Macerata   | 1          |            |  |  |        |        |        |
|  |                  | 4                | Parma            | 3     |         |            |            |            |  |  |        |        |        |
|  | 4                | 4                | Parma            | 3     | Parma   | 3          |            |            |  |  |        |        |        |
|  | 4                |                  |                  |       | Parma   | 3          |            |            |  |  |        |        |        |
|  | 5                | Modena           | 0                |       |         |            |            |            |  |  |        |        |        |
|  |                  |                  |                  |       |         |            |            |            |  |  | 4      | Parma  | 0      |
|  |                  |                  | 6                | Cuneo | 3       |            |            |            |  |  |        |        |        |
|  | 2                | Montichiari      | 2                |       |         |            |            |            |  |  |        |        |        |
|  | 7                | Trento           | 3                |       |         |            |            |            |  |  |        |        |        |
|  | 7                | Trento           | 3                |       | 7       | Trento     | 0          |            |  |  |        |        |        |
|  |                  |                  |                  |       | 7       | Trento     | 0          |            |  |  |        |        |        |
|  |                  | 6                | Cuneo            | 3     |         |            |            |            |  |  |        |        |        |
|  | 3                | 6                | Cuneo            | 3     | Treviso | 1          |            |            |  |  |        |        |        |
|  | 3                |                  |                  |       | Treviso | 1          |            |            |  |  |        |        |        |
|  | 6                | Cuneo            | 3                |       |         |            |            |            |  |  |        |        |        |